# كوبر كوتش
كوبر كوتش (بالإنجليزية: Cooper Koch)‏، من مواليد 16 يوليو 1996 في لوس أنجلوس، هو ممثل أمريكي.

## روابط خارجية
- كوبر كوتش على موقع IMDb (الإنجليزية)
- كوبر كوتش على موقع ميتاكريتيك (الإنجليزية)
- كوبر كوتش على موقع روتن توميتوز (الإنجليزية)
- كوبر كوتش على موقع قاعدة بيانات الأفلام العربية
- كوبر كوتش على موقع ألو سيني (الفرنسية)
- كوبر كوتش على موقع تيرنر كلاسيك موفيز (الإنجليزية)
- كوبر كوتش على موقع أول موفي (الإنجليزية)
- كوبر كوتش على موقع قاعدة بيانات الفيلم (الإنجليزية)
- كوبر كوتش على موقع ليتربوكسد (الإنجليزية)
- كوبر كوتش على موقع كينوبويسك (الروسية)

لم يتم العثور على روابط لمواقع التواصل الاجتماعي.